# 生殖健康
生殖健康（reproductive health）或是性健康（sexual health）是指在人生各階段中的生殖過程、生殖機能以及生殖系統的健康，而
世界衛生組織對健康的定義是：「健康不僅為疾病或虛弱之消除，而是體格，精神與社會之完全健康狀態。」。生殖健康表示人們可以有安全的、負責任的以及令人滿意的性行為。人們也有生育的能力，有自由決定要不要生育、何時要生育，以及生育的次數。這種解釋意味著男性和女性需要在生育控制上相關的知識，並且可以取得安全的、有效性、經濟可負擔的、以及可接受的生育控制器材，也可以接觸適當的性醫學及生殖醫學醫療服務，並且實施健康教育計劃，強調在妊娠及分娩階段的孕产期保健，讓夫婦有最佳機會養育健康的嬰兒。
人們在生殖健康醫療上有可能會遇到一些不公平的情形，不公平可能是因為社會經濟地位、教育程程度、性別、年齡、種族、宗教，以及其環境中可以獲得的資源多少。例如收入較低的群體有可能沒有相關資源可以取得適合的醫療服務，也沒有有關維持生殖健康的知識。
世界衛生組織在2008年提到「生殖及性相關的疾病帶來的影響佔女性總疾病負擔的20%，男性總疾病負擔的14%」。生殖健康是性與生殖健康及權利的一部份。
依照联合国人口基金所述，因為性健康和生殖健康需求未被滿足，剥夺了妇女「針對自身身體及未來作出重大決定」的權利，因此影響了家庭的生活。女性生育小孩，而且常常也是小孩的照顧者，因此她們的生殖健康和性別平等是不能分割的。否認這類的權利也會讓貧窮的情形更加惡化。
有關生殖健康的議題，需要以整個生命週期的角度來看待，生殖健康會影響男性及女性，從嬰兒到年長者都會受到影響。根據UNFPA的資料，任何年齡的生殖健康都會對往後的健康情形有很大的影響。生命週期的方法融合了人們在人生不同階段會面臨的不同挑戰，包括家庭計劃、性感染疾病的預防、生殖相關疾病早期診斷及治療。因此像醫療系統及教育系統需要再強化，並且提供像避孕方式以及相關藥品的基本保健用品。

## 外部連結
- CDC Division of Reproductive Health （页面存档备份，存于）
- WHO Reproductive health and research （页面存档备份，存于）